# Rolling Stone
A Rolling Stone amerikai magazin, mely főleg zenei, politikai és populáris témákkal foglalkozik.

## Története
A magazint 1967-ben, San Franciscóban alapította Jann Wenner (még ma is főszerkesztő és kiadó) és Ralph J. Gleason zenekritikus. A magazint kezdetben a korabeli hippi ellenkultúra szócsövének tartották. A Rolling Stone igyekezett elhatárolódni az underground sajtótól, tiszteletben tartotta az újságírás kialakult szabályait és távol tartotta magát a politikai radikalizmustól. Az első számban Wenner azt írta, hogy a Rolling Stone „nem csupán a zenéről szól, hanem minden olyan dologról, aminek köze van a zenéhez”. Ez tulajdonképpen a magazin mottójának is tekinthető.
A magazin 1976-ban New Yorkba helyezte át székhelyét. Ebben az időszakban komoly változásokon ment át az újság. A közben híressé vált szerkesztőgárda folyamatosan cserélődött le új nevekre, miközben a címlapokon egyre több mozi-csillag tűnt fel.
A magazin újkori története a 2000-ben történő megújítással kezdődött. A szerkesztők a fiatalok felé nyitottak, egyre többet írtak az éppen aktuális sztárokról, és ezzel párhuzamosan egyre több szexuális tartalmú téma került a lap hasábjaira. 2004-ben a „Rock 50. évfordulójára” (50th Anniversary of Rock) a magazin komoly összegző munkát végzett az elmúlt fél évszázad toplistáiról, minek alapján összeállította az alábbi listákat:
- Minden idők 100 legjobb gitárosa[3]
- Minden idők 500 legjobb albuma[4]
- Minden idők 500 legjobb dala[5]

2006. május 7-én a Rolling Stone megjelentette 1000. címlapját, melyen a The Beatles Sgt. Pepper’s Lonely Hearts Club Band lemezborítójának stílusában láthatóak a magazin leghíresebb zenészei.

## Híres közreműködők
- Robert Altman
- Michael Azerrad
- Lester Bangs
- Brian Cookman
- Cameron Crowe
- Anthony DeCurtis
- Jancee Dunn
- David Fricke
- Erik Hedegaard
- Joe Klein
- David LaChapelle
- Annie Leibovitz
- Steven Levy
- Kurt Loder
- Greil Marcus
- P. J. O'Rourke
- Rob Sheffield
- Ralph Steadman
- Neil Strauss
- Matt Taibbi
- Hunter S. Thompson
- Peter Travers
- Jann Wenner

## Külföldi kiadások
- Ausztrália: A Rolling Stone mellékletként jelent meg 1969-ben a Go-Set magazinban. Egyéni magazinként 1972-től van jelen Ausztráliában a Next Media Pty Ltd, Sydney kiadásában.
- Argentína: A Rolling Stone kiadója a Publirevistas S.A..
- Brazília: 2006 októbere óta adja ki a Spring Publicações.
- Kína: Licencelve a One Media Group hongkongi médiacégtől. A China Record Corporation szárnyai alatt adják ki. A kínai kiadás fordításokat és helyi témákat egyaránt tartalmaz.
- Németország: 1994 óta, a AS Young Mediahouse kiadásában.
- Indonézia: 2005 júniusa óta, a JHP Media kiadásában.
- Olaszország: 2003 novembere óta, korábban az IXO Publishing kiadásában, jelenleg az Editrice Quadratum gondozásában jelenik meg. A kínai verzióhoz hasonlóan fordításokat és helyi témákat tartalmaz.
- Oroszország: 2004 óta, az Izdatelskiy Dom SPN kiadásában.
- Spanyolország: Kiadó: PROGRESA, Madrid.
- Törökország: 2006 júniusa óta, a GD Gazete Dergi kiadásában.

## Külső hivatkozások
- A Rolling Stone hivatalos honlapja